# Alonso de la Mota y Escobar
Alfonso de la Mota y Escobar (18 de maio de 1546 - 16 de março de 1625) foi um prelado católico romano que serviu como Bispo de Tlaxcala (Puebla de los Angeles) (1607–1625), Bispo de Guadalajara (1598–1607), e Bispo Eleito da Nicarágua (1594–1595).

## Biografia
Alfonso de la Mota y Escobar nasceu no México e em 31 de março de 1594, durante o papado de Clemente VIII, foi nomeado como Bispo da Nicarágua, mas renunciou em 1595. Em 11 de março de 1598, o Papa Clemente VIII o nomeou como Bispo de Guadalajara. Recebeu a ordenação episcopal em junho de 1599, em Puebla. Foi nomeado Bispo de Tlaxcala (Puebla de los Angeles) durante o papado do Papa Paulo V, aos 12 de fevereiro de 1607, onde serviu até sua morte.
Enquanto bispo, foi o consagrador principal de Juan de Cervantes, bispo de Antequera, Oaxaca (1609), e Juan de Zapata y Sandoval, bispo de Chiapas (1613).